# Henryk Kardela
Henryk Piotr Kardela (ur. 9 marca 1951 w Kopernikach) – profesor zwyczajny w Instytucie Filologii Angielskiej przy Uniwersytecie Marii Curie-Skłodowskiej w Lublinie, w latach 2003–2012 dyrektor Instytutu Anglistyki UMCS.

## Życiorys naukowy
- 1969–1973 – Studia na anglistyce UMCS; dyplom magistra filologii angielskiej
- 1973–1975 – Asystent w IA
- 1975–1980 – Starszy asystent w IA
- 1980 – doktorat ze składni polskiej i angielskiej
- 1980–1986 – stanowisko adiunkta w IA
- 1986 – habilitacja: zagadnienia składni języka polskiego i angielskiego; metodologia językoznawstwa
- 1987 – stanowisko docenta
- 1993 – stanowisko profesora uniwersyteckiego
- 2001 – tytuł profesora

## Stanowiska administracyjne
- 1987 – Kierownik Zakładu Języka Angielskiego IA
- 1987–1989 – Zastępca Dyrektora IA
- 1989–1990 – Dyrektor IA
- 2003–2012 – Dyrektor IA

## Tematyka badawcza
- Składnia i semantyka języka angielskiego i polskiego
- Metodologia nauk, współczesne teorie językoznawcze, w tym gramatyka generatywna i gramatyka kognitywna
- Językoznawcza analiza tekstów literackich

## Monografie
- A Grammar of English and Polish Reflexives, UMCS, Lublin 1985, ISBN 83-227-0056-3.
- WH-Movement in English and Polish. Theoretical Implications (rozprawa habilitacyjna), UMCS, Lublin 1986
- Dimensions and Parameters in Grammar. Studies on A/D Asymmetries and Subjectivity Relations in Polish, UMCS, Lublin 2000, ISBN 83-227-1518-8.